# Seerp Gratama (1757-1837)

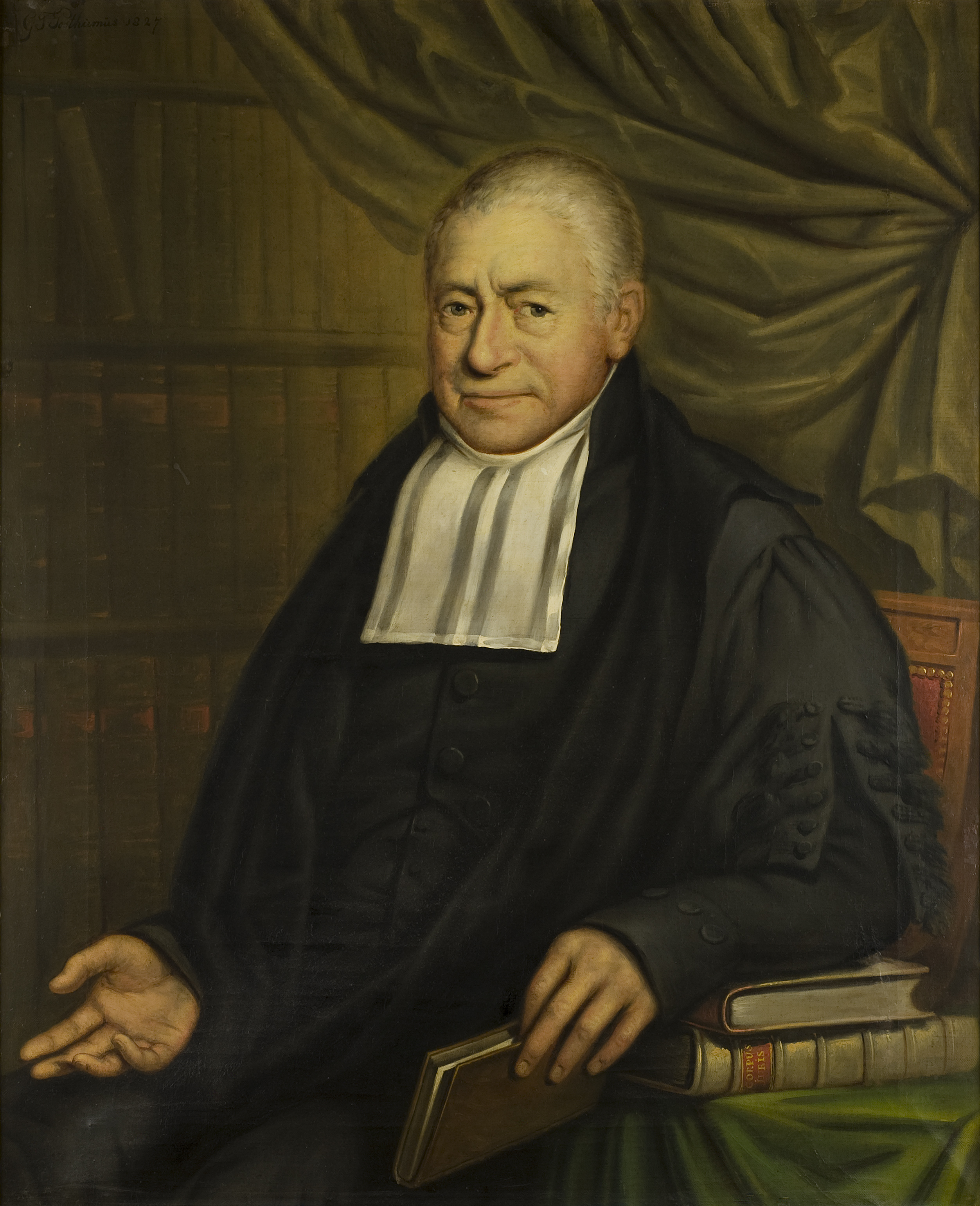
Seerp Gratama (Posthumus, 1827)

Seerp Gratama (Harlingen, 27 oktober 1757 - Groningen, 19 september 1837) was hoogleraar aan de Universiteit van Groningen.
Gratama was de oudste zoon van Tjepke Gratama en Rinske Donker. Op 15-jarige leeftijd werd hij wees, waarna de burgemeester en de secretaris van Harlingen zich als voogden over hem ontfermden. Hij ontving zijn basisonderwijs aan de Latijnse School in Deventer, waarna hij vanaf 1774 in dezelfde stad aan het Athenaeum Illustre drie jaar lang colleges volgde in oude letterkunde en wijsbegeerte. In 1777 begon hij de studie rechten aan de Universiteit van Franeker, waarin hij in 1783 promoveerde.
Gratama vestigde zich als advocaat in Harlingen. Hij trouwde met Aafke Talma, die net als Seerp als wees in Harlingen opgegroeid was. Hun eerste zoon was Sibrand Gratama.

## Publicaties
- Betoog van den gelukkigen toestand van Vriesland, afgescheiden van de tegenwoordige verdeeldheden, met bedenkingen over de vaderlandsliefde, over het geluk en het volksgeluk. Haarlem 1795
- Onderzoek naar de geestelijke goederen in Friesland. Haarlem 1796
- De indole, fontibus et remediis superstitionis; met goud bekroond door de bezorgers van het Stolpiaansch legaat en in deszelfs verhandelingen opgenomen. Leiden 1796 ook in het Nederlands verschenen als Zedekundige verhandeling over de natuur en de oorzaken des bijgeloofs. Leiden 1796
- Beschouwing van de huisselijke slavernij bij de Romeinen. Groningen 1796
- Oratio de causis malorum, quae jurisprudentia naturalis, ejusque doctores fuerunt perpessi. Groningen 1806
- Oratio de honesta aemulatione inter homines, doctos in primis, et doctorum hominum corpora, excitanda, ad commune humanitatis civitatisque bonum. 1806
- Regtsgeleerd Magazijn. Groningen 1809
- Praelectiones ad prolegomena, et partem primam Institutionum Iustineanearum, commodo discipulorum suorum, suoque typis expressae. Groningen 1819
- Opuscula academica. Groningen 1821
- Redevoering over het staatswezen, den akademischen regtsleeraar en de regtsgeleerde verdiensten van A.J. Duymaer van Twist. Groningen 1821